# Hipótesis sobre la Atlántida

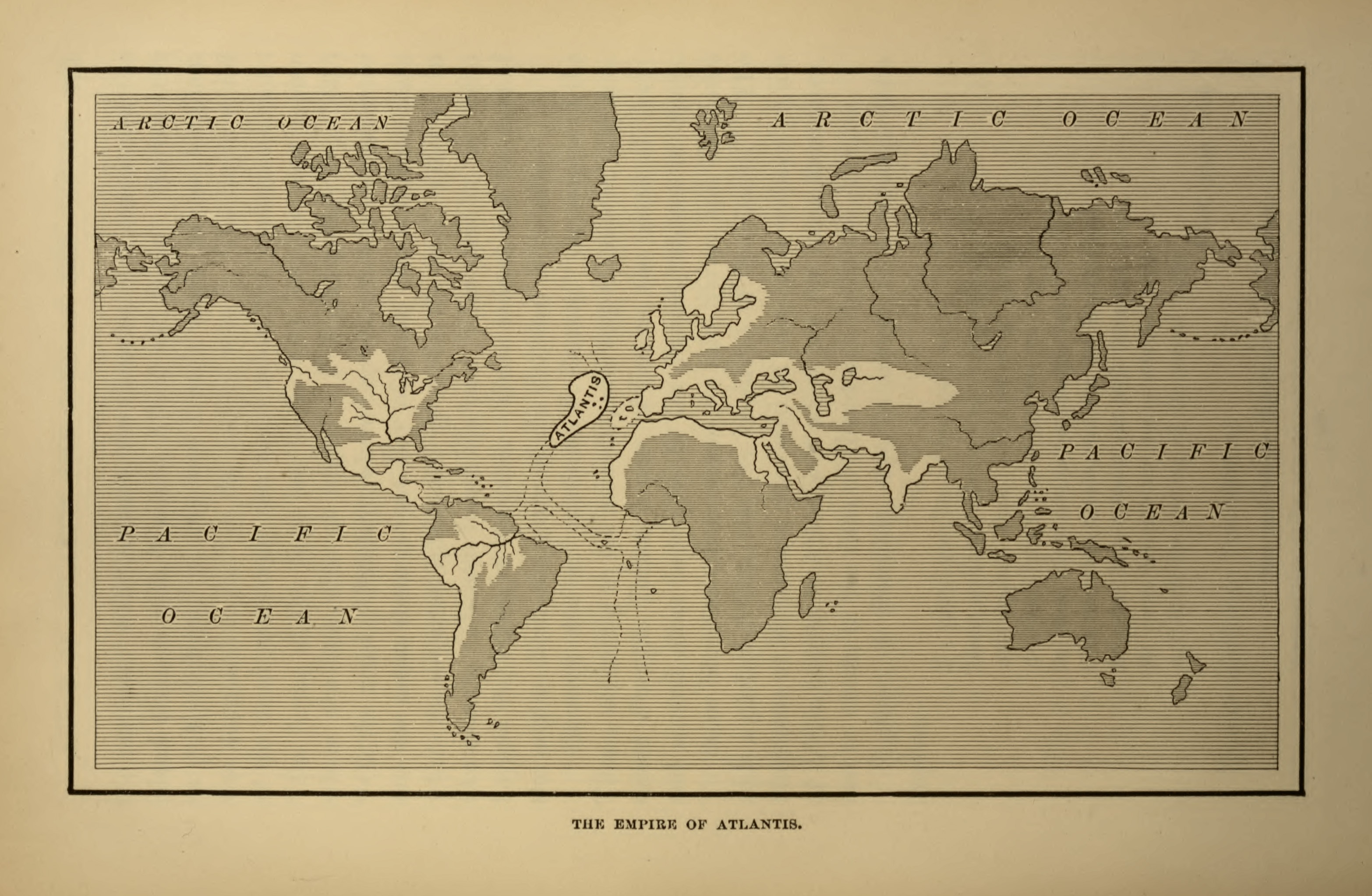
Mapa del imperio atlante. De Atlantis: The Antediluvian World, de Ignatius Donnelly, 1882.

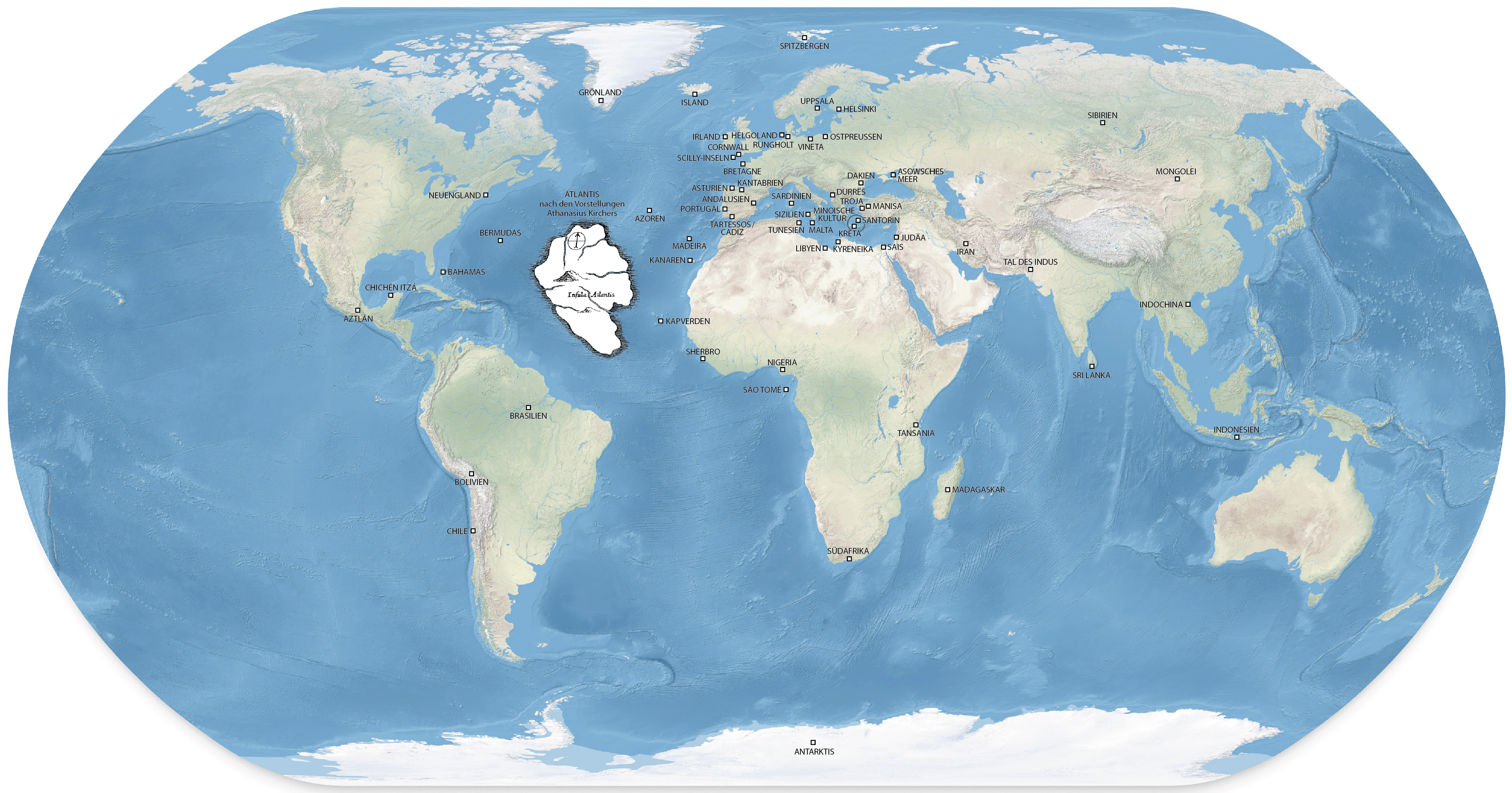

El consenso académico entre historiadores y expertos en la obra platónica es que el relato de la Atlántida es una historia ficticia compuesta por Platón, en sus diálogos Timeo y Critias, para ilustrar su teoría política. La afirmación de que se trata de una: «historia verdadera», su atribución a los sacerdotes egipcia, a través del sabio Solón y de un manuscrito olvidado, la fecha remota y la abundancia de datos precisos, son recursos literarios usados por el autor para asemejar su narración a las historias de Heródoto. 

### Aproximación histórica
El carácter esencialmente alegórico de la narración fue reconocido durante toda la Antigüedad y la Edad Media europea, si bien algunos autores como Posidonio, sostenían también su carácter de relato histórico. A partir del  Renacimiento y la era de las exploraciones, numerosos autores aceptaron, en todo o en parte, la narración platónica como una fuente histórica acerca de la Prehistoria, y los minuiciosos detalles de los diálogos fueron interpretados como pruebas de veracidad. Desde entonces aparecieron numerosas hipótesis sobre la localización que tuvo la Atlántida, las causas de su desaparición y la naturaleza de la civilización atlante, la mayor parte de ellas la situaron en el Atlántico Norte y en los tiempos anteriores al Diluvio Universal. 
A partir de las investigaciones de Ignatius Donnelly, quien sostenía que la Atlántida era la más antigua civilización humana, de la cual derivaban todas las demás, se vulgarizó la idea de la Atlántida como una sociedad antediluviana, tecnológicamente desarrollada, imperialista y cuya desaparición marcó el comienzo de las culturas históricas del Antiguo Egipto y Mesoamérica. La obra de Donnelly fue continuada por investigadores que buscaron evidencias de una antigua civilización prehistórica de alcance mundial o regional, dejando de lado la idea de un gran avance técnico, y por otros autores que desarrollaron interpretaciones esotéricas, racistas o vinculadas a supuestos seres extraterrestres. En todos ellos, sin embargo, la metodología consiste en buscar evidencias que apoyen una conclusión predeterminada.
La literatura de divulgación, amplificada por la cultura popular, utiliza el mito de la Atlántida como ejemplo de civilización perdida. Los medios masivos, por su parte, publican a menudo supuestos hallazgos de la misma o interpretaciones, muchas veces contradictorias, acerca de su verdadera historia; estas hipótesis se basan en una forma ingenua de la idea preconcebida acerca de la veracidad de los mitos.
En el campo académico, desde finales del siglo XIX, el conocimiento más preciso de la Prehistoria, el acceso a las fuentes egipcias en su propia lengua, el estudio de las formas retóricas de la historiografía griega, así como la evidencia material, hicieron que se reconociera el carácter ficticio de Atlántida, por lo cual las hipótesis sobre su existencia se consideran un campo de estudio marginal el cual, por lo general, es abordado por estudiosos sin formación en los campos de la arqueología, la prehistoria o la historia.

## Hipótesis
Las hipótesis modernas, posteriores al siglo XIX, acerca de la Atlántida pueden dividirse entre aquellas que pretenden utilizar una metodología de tipo cientifico, es decir fundadas en evidencia, y aquellas que apelan al esoterismo o la mera especulación. 
Estas pueden dividirse entre las que sostienen que hay demasiados elementos verosímiles en las narraciones del Timeo y el Critias, por lo que los consideran un testimonio fiable. Su objetivo, por consiguiente, es demostrar la realidad de la Atlántida y ubicarla geográficamente a partir del estudio de los textos platónicos comparándolos con la topología de determinados lugares. Al mismo tiempo intentan precisar su lugar en la Prehistoria, por lo cual utilizan ciertos hallazgos arqueológicos, a menudo interpretados de manera diferente a la de los arqueólogos profesionales. Una variante son aquellas que, sin negar el carácter ficticio del relato platónico, sugieren que este se basa en el recuerdo lejano de alguna cultura o civilización desaparecida. En ambos casos se utiliza una metodología cercana a la de las ciencias, y se reunen evidencias.

### Hipótesis basadas en evidencia
- La hipótesis más aceptada propone que la Atlántida nunca existió tal como se la describe en los diálogos de Platón. Sin embargo, según muchos estudiosos, el relato de la Atlántida contiene el recuerdo deformado de la civilización minoica (o cretense). Esta hipótesis ha sido defendida por los arqueólogos Angelos Galanopoulos y, de manera general Spyridon Marinatos, por el submarinista Jacques Cousteau y por el profesor J. V. Luce[10] (sobre una tesis de K. T. Frost publicada a principios del siglo XX[11]) Estos autores consideran que la civilización minoica fue destruida tras la erupción del volcán de la isla Thera alrededor de 1640 a. C.; esta catástrofe, sostienen, causó un tsunami que barrió las costas del Egeo y provocó el colapso de los palacios cretenses. No obstante, si bien hay acuerdo acerca de los daños provocados por la erupción, no hay evidencia concluyente de la contribuyera a la desaparición de la cultura minoica.[12] [13] Un punto débil de esta teoría es que no existe ninguna evidencia que demuestre alguna memoria del hecho entre la Edad del Bronce y la Grecia clásica. Del mismo modo, la mitología griega, que pudo conservar tradiciones de la época minoica, no registra ningún relato similar al de Platón.[14]
- Michael Hübner, desarrollador de programación e investigador aficionado fallecido en 2013, consideró que la región central de la Atlántida se encontraba en el suroeste de Marruecos,[15] frente al Atlántico. Su metodología, que lee los textos de manera directa, consiste en relevar todas las indicaciones geográficas de los mismos para inferir la ubicación más probable de la isla desaparecida por un proceso de eliminación; llega así a la conclusión de que se trata de la llanura de Souss-Massa rodeada por el Alto Atlas, el Anti-Atlas y el  Atlántico, motivo por el cual fue denominada isla, terminología que, dice, comparten los actuales habitantes amazigh de la región.[16] Añade a esos datos que, en el noroeste de la mencionada llanura, se encuentra el anticlinal de Tagragra,[17] una gran estructura geomorfológica anular similar a una caldera, cuyas dimensiones, sostiene, corresponden aproximadamente a las dadas por Platón.[18] Hübner también destaca que en la región se han hallado ruinas compuestas por rocas de color rojo, blanco y negro, los mismos descriptos por Platón, con posibles restos portuarios, cercanos al Cabo Ghir, llamado, dice, cabo Heracles en la Antigüedad. Otras evidencias aducidas son el nombre de Agadir, relacionado con Gadir y el nombre Gadeiros (mencionado en el Critias). La hipótesis de Hübner, no obstante, se apoya en datos circunstanciales y puede ser reducida a las falacias del non sequitur (pues las conclusiones no derivan necesariamente de las premisas) y de la evidencia incompleta, dado que acepta solamente los datos platónicos que sostienen su teoría. Tampoco queda claro como esta supuesta cultura antigua, cuya existencia no está demostrada, pudo llegar a conocimiento de Platón, cuyo ámbito de acción se encontraba a una gran distancia.[19]

- En 2004, el doctor en geografía física Ulf Erlingsson propuso que la Atlántida corresponde parcialmente a la cultura megalítica del oeste de Europa, datada entre el V y el IV milenio a. C., centrada en Newgrange, Irlanda, junto con el recuerdo del hundimiento de Doggerland, que tuvo lugar durante el VI milenio a. C., en el mar del Norte. Añade que resulta estadísticamente improbable que Platón pudiera conocer que la superficie de Atlántida era igual a la de Irlanda.[20][21] [22] Esta interpretación, que no se sustenta en evidencia, no corresponde con las fechas aducidas por Platón y la cultura mencionada no parece haber sido lo suficientemente desarrollada como para invadir el Mediterráneo; una vez más tampoco queda claro como su conocimiento llegó al Egipto antiguo o a la Grecia clásica.[23]

- En 1999, el periodista y escritor británico Graham Hancock realizó para la BBC el documental Atlantis Reborn, en el que documentaba con gran detalle su hipótesis de una catástrofe planetaria y la desaparición de una civilización anterior. Esta hipótesis, también publicada en forma de libro, se apoya tanto en los relatos de la tradición oral de religiones y pueblos antiguos como en sus propias teorías sobre la desviación del eje terrestre. Las ideas de Hancock postulan una influencia entre algunos supervivientes de esa pasada civilización y los albores de la actual, estos supervivientes narrarían el mito de la Atlántida, recogido en Platón y, según Hancock, otras fuentes antiguas. El libro de Hancock Tras las huellas de los dioses[24] señala un desplazamiento del eje magnético de la tierra como el origen de la catástrofe. Al corregir mediante computación ese desviamiento, Hancock pretende demostrar que diversas edificaciones antiguas alrededor de todo mundo muestran una concordancia exacta con las constelaciones del firmamento, para lo cual considera que esas construcciones son más antiguas de lo que se ha admitido y presupone que fueron diseñadas en función de ciertos patrones astronómicos.[25][26]

- Según propone el alemán Rainer W. Kühne,[27][28][29] estaría en el Coto de Doñana, cerca del Estrecho de Gibraltar, concretamente en la llamada marisma de Hinojos, también conocida como "marisma gallega". Esta hipótesis ubica la capital o acrópolis de la Atlántida en las "Marismas de Hinojos" y fue planteada y defendida por primera vez por tres autores españoles: José Pellicer de Ossau I Tovar en 1673, y mucho más adelante, por Francisco Fernández y González y Juan Fernández Amador y de los Ríos en 1919. Después fue retomada por  los alemanes Adolf Schülten en 1922, y por Otto Jessen y Richard Hennig en la segunda y tercera década del pasado siglo XX. Estos últimos nunca se aventuraron a precisar un punto concreto. Las imágenes de satélite del área muestran dos posibles estructuras rectangulares y un par de posibles formas circulares concéntricas que han sido interpretadas como restos del "templo de Poseidón" y el "templo de Cleito y Poseidón". Sin embargo, los estudios arqueológicos y geológicos hechos "in situ", hace más de dos décadas, han demostrado que no existe ninguna construcción con aquellas características en aquel lugar y que se trata de un artefacto originada por las sombras de los paleocanales de los ríos colmatados, en una foto de satélite demasiado alejada y con poca resolución. El área estuvo sumergida hasta el siglo IX, formando parte del actual Golfo de Cádiz, y fue a partir de la época romana tardía cuando  empezó a colmatarse de sedimentos, hasta alcanzar en los últimos 2000 años la naturaleza de marismas que actualmente presenta.[30]

- Jorge María Ribero Meneses la ubica en el norte de España.[31]

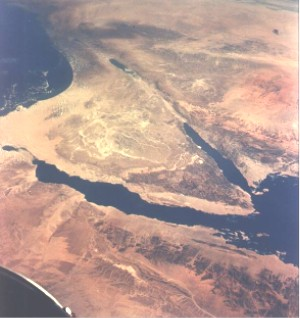
La región del Sinaí desde el espacio, con el golfo de Suez al oeste.

- Jaime Manuschevich, chileno, plantea en su libro "La Atlántida, el mito descifrado" (2002) que el lugar real de la civilización mítica es el territorio norte del Gran Valle del Rift o la antigua Canaán, que hoy corresponde a Israel y el Sinaí, que fue una isla hasta el 5600 a. C. (Ryan y Pitman), rodeada por el valle de Jeezrael por el norte, por el mar Muerto y el mar Rojo por el este, y el golfo de Suez por el oeste, hasta aquella fecha. En ese territorio existió hace más de 11 000 años la cultura natufita o Natufiense, que justamente fueron los primeros productores de alimentos de la historia humana, señalando también que allí existió la primera ciudad reconocida, Jericó. El investigador chileno sostiene que justamente aquella primera civilización humana fue lo que hoy conocemos como la Atlántida.[32][33]

- Según Peter James, estaría en Anatolia, cerca de la ciudad de Esmirna.[34]

- Según J. M. Allen, que escribió en "Atlántida: la solución andina" por Latinas Editores, Oruro, estaría en el Altiplano boliviano.[35] Correspondería, entonces, a la planicie rectangular al lado del lago Poopó y el cerro rodeado con anillos concéntrico en Pampa Aullagas al sur del lago Poopó.

- Según Ignatius Donnelly (en Atlantis: the Antediluvian World, 1882), el relato de Platón sería realmente cierto, y las demás civilizaciones antiguas descenderían de la atlante.

- Según el novelista Robert Graves se habría encontrado en el Lago Tritonis, actual Túnez.[36]

- Según Arisio Núñez, estaría en algún lugar del Océano Índico, como Indonesia.[37]

- Según Jürgen Spanuth, estaría en algún lugar del entorno del Mar del Norte.[38]

- Según Paulino Zamarro, la Atlántida estaría situada en el mar Egeo en torno a las islas Cícladas, tenía una extensión de unos 5300 km² y se sumergió bajo las aguas por una avalancha marina proveniente de la ruptura de un supuesto istmo que pudo existir en el mismo estrecho de Gibraltar. Este evento habría tenido lugar hacia el 5500 a. C.[39]

- Según el atlantólogo y escritor Jorge Díaz, quien escribe como Georgeos Díaz-Montexano,[40] la Atlántida tendría su comienzo o parte más oriental próxima al Estrecho de Gibraltar, siendo un imperio Íbero-Mauritano. En su hipótesis defiende las afirmaciones vertidas por el propio Platón en sus relatos del Timeo y el Critias sobre la isla o península (en griego Nêsos) Atlántica o de la Atlántida, la cual tenía su comienzo en el Atlántico, "ante la boca" (en griego pro tou stomatós) de las Columnas de Hércules (Gibraltar), y en la cual existía una región denominada Gadeira (la fenicia Gades, hoy Cádiz) y una isla-acrópolis que desapareció bajo el mar durante la Edad del Bronce, quizás cuando reinaban en Atenas los legendarios reyes de la Dinastía Cecrópida,[41] según deduce de un pasaje del diálogo Critias 110a-b. Entre finales del 2001 y principios del 2002, Díaz-Montexano, siguiendo con la misma teoría publicada en marzo de 2000[42] sobre la Atlántida Ibero-Marroquí, señaló que había precisado (al contar con nuevos datos documentales y arqueológicos) que la isla-acrópolis de Atlantis se hallaría en la punta actualmente sumergida frente a Trafalgar. Esta isla/península, con una extensión de más de 200 km², se hallaba justamente delante de la boca del Estrecho, casi en el vestíbulo, como según sus estudios afirmaba Platón (el autor utiliza como sustento las traducciones latinas de Calcidio, Ficino y Cornario, entre otros) y muy cerca de la Isla sumergida de Majuan o Espartel. Posteriores hallazgos paleográficos, epigráficos y cartográficos (mapas que Díaz Montexano considera provenientes de Cartago y Egipto, así como de un supuesto mapa rupestre de época tartésica) le llevaron a una ligera modificación de la hipótesis, y desde algunos años el autor defiende que si bien la isla (de haber realmente existido) comenzaría muy próxima a la boca atlántica del estrecho de Gibraltar, en el mismo Golfo de Cádiz, esta podría haberse extendido por el Oeste hasta casi llegar a las Madeira y por el Sur hasta muy cerca de las Canarias, de modo que la metrópolis o capital circular concéntrica (de haber existido) se hallaría hoy en día bajo el mar, pero más al sur del Golfo de Cádiz, longitudinalmente entre Marruecos y Madeira, y al norte de las Canarias.[43] Parte de sus argumentos para Iberia y el Atlántico han sido usados como base para el guion del documental "Atlantis Rising" ("El resurgir de la Atlántida" para España), 2017, producido por James Cameron para National Geographic.[44]

- Según varios estudiosos de mediados y finales del siglo XIX (como Charles Étienne Brasseur de Bourbourg, Edward Herbert Thompson o Augustus Le Plongeon), la Atlántida estaría relacionada con las culturas maya y azteca. Muchos de los partidarios de esta conjetura se retractaron posteriormente y dejó de ser considerada viable cuando se descifraron los jeroglíficos mayas.No obstante, algunos escritores todavía destacan la supuesta similitud fonética entre el origen mítico de los aztecas; Aztlán y el nombre de la isla descripta por Platón.

### Especulaciones pseudocientíficas
- Según la mística Helena Blavatsky, los atlantes serían héroes culturales, la así llamada, cuarta "raza original", a la que sucedería la "raza aria". De este modo combinaba la Atlántida con otros mitos de continentes perdidos como Mu y Lemuria.

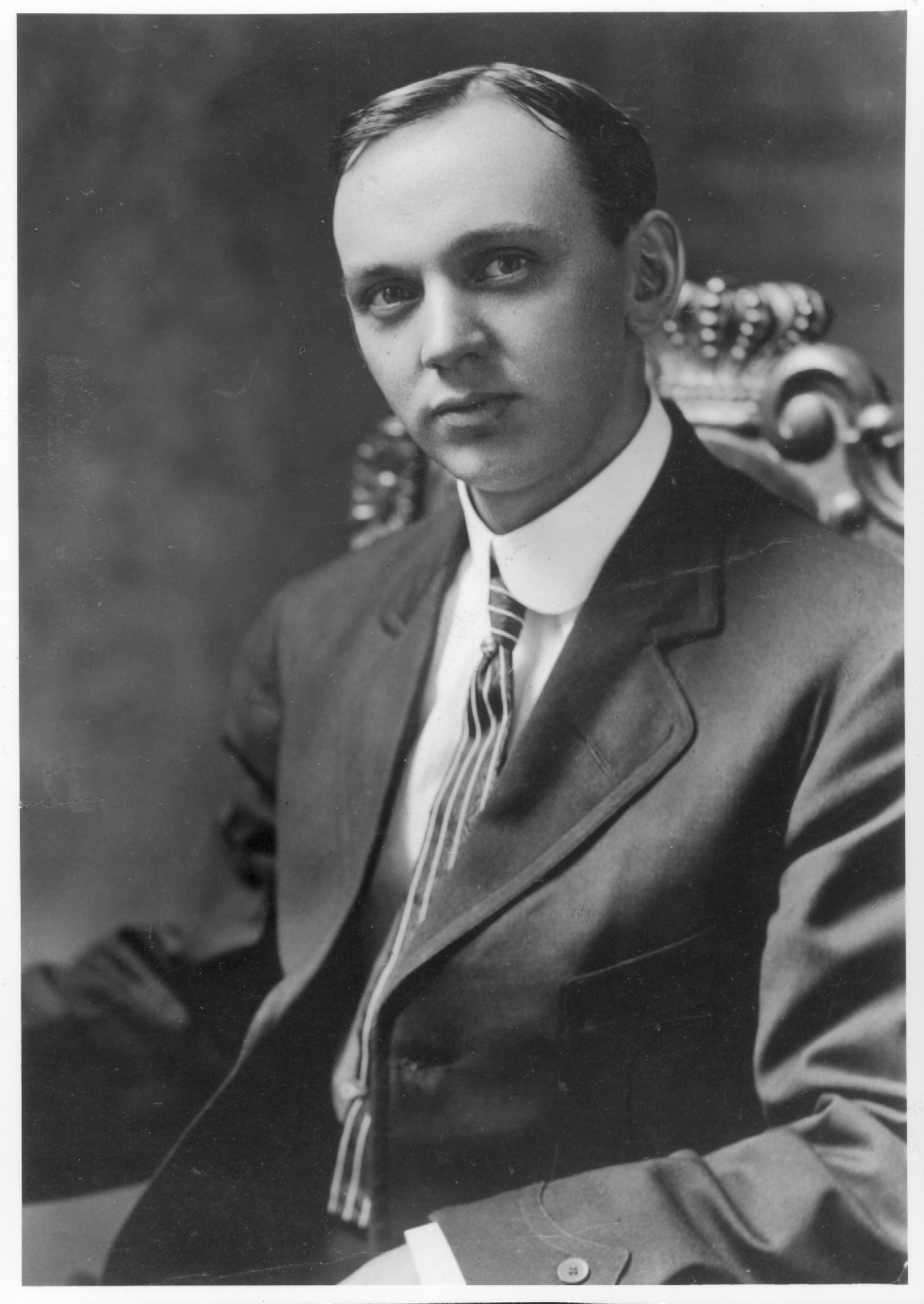
Psíquico americano Edgar Cayce, 1910.

- El psíquico Edgar Cayce describió a la Atlántida como una antigua civilización altamente evolucionada ahora sumergida, dotada de barcos y aviones alimentados por un misterioso tipo de cristal energético. Esta conjetura es similar a la de Blavatsky. Añadió que la isla se levantaría nuevamente del lecho marino en torno a 1968, hecho que no se produjo. No obstante algunos investigadores esotéricos consideran que el hallazgo de un presunto pavimento o muro de piedra en Bimini correspondería a la predicción de Cayce, otros investigadores aseguran, por el contrario, que dicho pavimento es un fenómeno natural conocido como roca de playa[45]

- Brian Weiss, parapsicólogo especializado en la terapia de vidas pasadas, incluye en su último libro, "Muchos cuerpos, una misma alma" el relato de una regresión en la que su paciente experimenta una vida anterior como atlante y brinda algunos datos al respecto. Weiss asevera que dadas las características psicológicas de su paciente no se trata de un invento.
- Según Julius Evola (en Revolt Against the Modern World, 1934), los atlantes eran los hiperbóreos, superhombres nórdicos originarios del Polo Norte.

- Según Michael Tsarion, la Atlántida sería la base desde la que una raza extraterrestre dirigió la hibridación terrestre-alienígena de la que desciende la humanidad actual.[46]

## Especulaciones raciales y políticas sobre su situación
- Según varios investigadores,[47][48] la Atlántida estaría ubicada en las islas británicas o en el Canal de la Mancha.

- Heinrich Himmler organizó una expedición al Tíbet en 1938 con el fin de encontrar a los descendientes de los atlantes blancos.

- Según Alfred Rosenberg (en The Myth of the Twentieth Century, 1930) la raza maestra se llamaría "nórdico-atlante" o "aria-nórdica".

## Críticas
El primer revés para las hipótesis, sobre todo para las que postulaban a la Atlántida como un continente de gran tamaño y distinto a los existentes, se produjo al descubrirse y demostrarse el fenómeno de la deriva continental que afecta a las placas que forman la corteza terrestre.
Los académicos y expertos en el pensamiento platónico consideran que la Atlántida jamás tuvo existencia real. Según el consenso científico el relato de Platón tiene una finalidad metafórica y simbólica más que historiográfica. A lo sumo podría considerarse que ciertos hechos históricos; el anegamiento de tierras, como la isla de Atalanta, las guerras médicas y los enfrentamientos entre siracusanos y cartagineses o, incluso, un diluido recuerdo de la potencia minoica estén en la base de un escrito destinado a ilustrar un punto de vista filosófico. Recogiendo este consenso, la doctora Julia Annas, profesora de filosofía de la Universidad de Arizona, manifiesta lo siguiente:

"La continuada industria del descubrimiento de la Atlántida ilustra los peligros de leer a Platón. En él es claro el uso de lo que se ha convertido en un estándar en la ficción - recalcando la historicidad de un evento (y el descubrimiento de desconocidas autoridades hasta el momento) como indicador de que lo que sigue es ficción. La idea es que deberíamos utilizar esta historia para examinar nuestras nociones sobre el gobierno y el poder. Hemos olvidado esto y en lugar de reflexionar respecto a tales asuntos salimos a explorar el lecho marino. El continuado malentendido de Platón como historiador nos permite ver por qué su desconfianza en la escritura imaginativa está a veces justificada".

El profesor Pedro Amorós Juan, de la Universidad de Murcia, coincidiendo con lo anterior, destaca que:

"(Platón)... ha recurrido a unos cuantos nombres de la tradición y ha contado en el Timeo y en el Critias un logos relacionado con los tiempos antiguos que merece ser escuchado. Así pues, también Platón tiene formas de «mitologizar» con agrado. Pero en Platón se «mitologiza» sobre la justicia y demás cosas de importancia. A modo de entretenimiento y de juego se enseña adecuadamente la verdad".

La mayoría de los expertos en filología griega y estudiosos del pensamiento griego en general y platónico en particular, aseveran que Platón hace uso aquí de un recurso muy común en sus escritos; la ironía, al presentar el discurso como "verdadero" pone en guardia al lector sobre sus intenciones.
En lo que respecta a los estudiosos que aceptan como posible la existencia de Atlántida, cabe señalar que muy pocos de ellos se especializan en Historia Antigua, Filología Clásica o Arqueología, siendo en su mayoría aficionados provenientes de diversos campos. Sin embargo, existe un número reducido entre aquellos que mantienen la existencia de un núcleo histórico en el relato platónico, que han intentado utilizar metodología histórica para encontrarlo. Estos estudiosos, como Marinatos o J. V. Luce, reconocen que Platón crea la historia de la Atlántida, con el propósito de expresar sus reflexiones políticas, pero añaden que su relato deja entrever antiguas tradiciones sobre las civilizaciones de la cuenca del Egeo durante la Edad del Bronce.

## Congresos de las hipótesis sobre la Atlántida en la isla griega de Milo
En julio de 2005 se celebró en la isla griega de Milo el Primer congreso de las hipótesis sobre la Atlántida. Participaron 32 profesores de diversas universidades, investigadores y personalidades políticas. Según las palabras que Spyros Pavlidis, profesor de paleosismología de la Universidad de Salónica, pronunció en el discurso de apertura:
No se trata de determinar si la Atlántida existe o es sólo un mito, ni de localizarla de una vez por todas, lo que sería muy presuntuoso para una historia de más de 2.500 años. Lo que queremos es recapitular hipótesis, examinar las fuentes de inspiración de la leyenda.
En la reunión se establecieron 24 criterios, que forman una lista aplicable a la calificación de las hipótesis sobre la Atlántida. De este modo, quedan fuera gran parte de las especulaciones existentes en el momento, y se consideran válidas las que se ajustan mejor a lo descrito por Platón en el ¡¡Timeo¡¡ y en el ¡¡Critias¡¡, por ejemplo, las que parten del presupuesto de que la legendaria isla se ubicó frente a las Columnas de Hércules, en el Mar Atlántico. Quedó convocado un segundo encuentro para el año 2008.

### Textos de Platón
- El Timeo y el Critias en español
- Versión griega de Timeo
- Versión griega de Critias
- El Timeo (La Atlántida) en WikiSource
- Critias o la Atlántida en WikiSource

### Colecciones de Información sobre la Atlántida
- Atlantis-Scout.de: Colección multilingüe de artículos académicos, enlaces, vídeos, etc
- Atlantipedia.ie: Colección enciclopédica de información sobre la Atlántida

### Hipótesis diversas
- Hipótesis del Egeo
- Hipótesis de Israel
- Hipótesis del Coto de Doñana
- Hipótesis del norte de España (enlace roto disponible en Internet Archive; véase el historial, la primera versión y la última).
- Hipótesis de la Atlántida en Bolivia
- Hipótesis que analiza la existencia de la Atlántida
- Hipótesis que analizan la existencia de la Atlántida y también Lemuria
- Hipótesis de la Atlántida como un posible emporio del Atlántico, Íbero-Líbico/Mauretano y Hykso-Minoico.
- MACKENZIE, Donald A.: Myths of Crete and Pre-Hellenic Europe (Mitos de Creta y de la Europa prehelénica), 1917.
  - Texto, en inglés, en el sitio del Internet Sacred Text Archive.
    - V: Crete as the Lost Atlantis (Creta como la desaparecida Atlántida).
      - Donald A. Mackenzie (Donald Alexander Mackenzie, 1873 - 1936): periodista y folclorista escocés.

- Datos: Q1868521